# Marco Ramos
Pour les articles homonymes, voir Marco Ramos (homonymie) et Ramos.
Marco Ramos, né le 26 avril 1983 à Levallois-Perret, est un footballeur franco-portugais.

## Carrière

### En club
Avec les départs de Benoît Assou-Ekotto et de Yoann Lachor, le néo-lensois Grégory Vignal était bien seul au poste de latéral gauche. Marco Ramos, formé à Monaco a donc été choisi pour renforcer l'équipe à ce poste à l'été 2006.
Profitant du mauvais état de forme de ce dernier, il se fait une place de titulaire, par défaut. L'arrivée de Lucien Aubey n'y fera rien, Marco Ramos reste titulaire au poste d'arrière gauche, jusqu'à l'arrivée de l'international algérien Nadir Belhadj, en provenance de Lyon. Ce renfort poussera le lusitanien sur le banc, qu'il ne quittera pas depuis le début de l'ère Daniel Leclercq. 
Mais après la descente et le prêt de l'Algérien, Ramos retrouve sa place dans l'arrière garde lensoise, disputant l'ensemble des matches en début de saison. Il est même l'un des joueurs les plus utilisés par l'entraîneur, Jean-Guy Wallemme.
Lors du huitièmes de finale de la coupe de France 2010, il inscrit le but de la victoire lensoise en prolongations, son premier avec les Sang et Or. Ce but est toutefois controversé,, le ballon ayant rebondi sur la barre transversale et un poteau. Lors du mercato hivernal de la saison 2010-2011, il s'engage pour deux saisons et demie au club portugais du Sporting Clube de Braga.
Après plusieurs semaines d'essai, il s'engage le 27 juillet 2012 en faveur de l'AJ Auxerre pour deux saisons.

### En sélection
Né en France, mais possédant la double nationalité, Marco Ramos opte finalement pour le Portugal, car contacté par le sélectionneur des moins de 19 ans. Après sa bonne période avec le RC Lens en Ligue 2, Ramos est supervisé par Carlos Queiroz, entraîneur de l'équipe du Portugal. En mars 2009, afin de préparer les qualifications au Mondial 2010, Ramos est appelé pour le stage de Rio Maior dans un groupe élargi de 27 joueurs, en vue d'un match amical face à la Roumanie le 1er avril. Ce stage sera supervisé par Queiroz lui-même, qui était déjà venu observer le Lensois à plusieurs reprises.

## Statistiques
| Saison                | Club                  | Championnat           | Championnat | Championnat | Coupe nationale | Coupe nationale | Coupe de la Ligue | Coupe de la Ligue | Compétition(s) continentale(s) | Compétition(s) continentale(s) | Compétition(s) continentale(s) | Total | Total |
| Saison                | Club                  | Division              | M.          | B.          | M.              | B.              | M.                | B.                | Comp.                          | M.                             | B.                             | M.    | B.    |
| 2003-2004             | AS Monaco             | Ligue 1               | 2           | 0           | 1               | 0               | -                 | -                 | -                              | -                              | -                              | 3     | 0     |
| Sous-total            | Sous-total            | Sous-total            | 2           | 0           | 1               | 0               | -                 | -                 | -                              | -                              | -                              | 3     | 0     |
| 2004-2005             | US Créteil (prêt)     | Ligue 2               | 29          | 0           | -               | -               | 2                 | 0                 | -                              | -                              | -                              | 31    | 0     |
| Sous-total            | Sous-total            | Sous-total            | 29          | 0           | -               | -               | 2                 | 0                 | -                              | -                              | -                              | 31    | 0     |
| 2005-2006             | LB Châteauroux        | Ligue 2               | 29          | 0           | 1               | 0               | 1                 | 1                 | -                              | -                              | -                              | 31    | 1     |
| Sous-total            | Sous-total            | Sous-total            | 29          | 0           | 1               | 0               | 1                 | 1                 | -                              | -                              | -                              | 31    | 1     |
| 2006-2007             | RC Lens               | Ligue 1               | 27          | 0           | 3               | 0               | 2                 | 0                 | C3                             | 3                              | 0                              | 35    | 0     |
| 2007-2008             | RC Lens               | Ligue 1               | 13          | 0           | 1               | 0               | 1                 | 0                 | CI+C3                          | 2+1                            | 0+0                            | 18    | 0     |
| 2008-2009             | RC Lens               | Ligue 2               | 35          | 0           | 1               | 0               | 3                 | 0                 | -                              | -                              | -                              | 39    | 0     |
| 2009-2010             | RC Lens               | Ligue 1               | 30          | 0           | 4               | 1               | 2                 | 0                 | -                              | -                              | -                              | 36    | 1     |
| 2010-jan 2011         | RC Lens               | Ligue 1               | 3           | 0           | -               | -               | 1                 | 0                 | -                              | -                              | -                              | 4     | 0     |
| Sous-total            | Sous-total            | Sous-total            | 108         | 0           | 9               | 1               | 9                 | 0                 | -                              | 6                              | 0                              | 132   | 1     |
| jan 2011-2012         | SC Braga              | SuperLiga             | -           | -           | 1               | 0               | -                 | -                 | -                              | -                              | -                              | 1     | 0     |
| Sous-total            | Sous-total            | Sous-total            | -           | -           | 1               | 0               | -                 | -                 | -                              | -                              | -                              | 1     | 0     |
| 2012-2013             | AJ Auxerre            | Ligue 2               | 19          | 0           | 1               | 0               | 0                 | 0                 | -                              | -                              | -                              | 20    | 0     |
| 2013-2014             | AJ Auxerre            | Ligue 2               | 18          | 0           | 3               | 0               | 2                 | 0                 | -                              | -                              | -                              | 23    | 0     |
| Sous-total            | Sous-total            | Sous-total            | 37          | 0           | 4               | 0               | 2                 | 0                 | -                              | 0                              | 0                              | 43    | 0     |
| Total sur la carrière | Total sur la carrière | Total sur la carrière | 205         | 0           | 16              | 1               | 14                | 1                 | -                              | 6                              | 0                              | 241   | 2     |

## Palmarès
- Finaliste de la Coupe de la Ligue : 2008
- Champion de France de L2 : 2008-2009